# Accesul părintelui la informații privitoare la minor
Accesul părintelui la informații privitoare la minor reprezintă un drept fundamental al oricărui părinte cu privire la copiii săi, drept ce poate fi restricționat doar în condiții excepționale legate de faptul că accesul la astfel de informații din partea părintelui natural ar putea reprezenta un risc pentru minor. Acest drept este consfințit de nenumărate documente internaționale ca de pildă Convenția de la Strasbourg din 2006 asupra asupra relațiilor personale care privesc copiii, Convenția de la Haga din 1980 sau Convenția Europeană a Drepturilor Omului. Acest drept este menționat de asemenea în Principiile Dreptului European cu Privire la Autoritatea Părintească (principiul 3:29). În România, acest drept este reglementat de către Legea 272/2004. Acest drept nu poate fi restricționat decât de către instanța de judecată atunci când furnizarea acestor informații către părintele în cauză ar contraveni interesului superior al copilului. În România sunt însă mulți părinți care, în urma divorțului nu mai reușesc să aibă acces la informațiile privitoare datorită unor sentințe judecătorești neclare și a necunoașterii de către părinții ce primesc încredințarea minorilor a obligațiilor lor legale.

## Informații care trebuie furnizate de către părintele custodian părintelui necustodian
Lista ne-exhaustivă a acestor informații cuprinde informații despre:
- schimbarea domiciliului minorului, nu doar cel în drept ci și cel faptic[2]
- locația unde copilul se află (în caz că aceasta este schimbată temporar, pentru mai mult de o zi, din orice motive inclusiv activități de turism împreună cu părintele custodian), precum și detaliile de contact (număr de telefon, adresă poștală) unde acesta poate fi contactat la acea locație[2][3]
- bolile sau simptomele de boală apărute, data și ora programărilor la medic pentru consultații (înainte de realizarea consultației), medicul care a realizat consultația, tratamentele urmate, vaccinurile la care copilul va fi supus;[4]
- situația școlară a copilului, notele obținute la școală, concursurile sau competițiile școlare la care acesta ia parte [5]
- evenimentele și festivitățile școlare la care copilul ia parte (serbări, festivități de deschidere a anului școlar, de premiere, etc.), data și ora ședințelor cu părinții, a serbărilor sau a festivităților școlare;[6]
- înscrierea copilului la cercuri sau cluburi școlare, înscrierea copilului la diferite activități extra-școlare (sportive, artistice, etc.)
- data și ora diferitelor petreceri la care copilul este invitat și/sau va participa
- persoanele cu care copilul intră în contact regulat sau cvasi-permanent: bone, baby-sitter-i, alte persoane din anturajul părintelui custodian, etc.

## Suportul legal - Art. 15 din legea 272/2004[7]

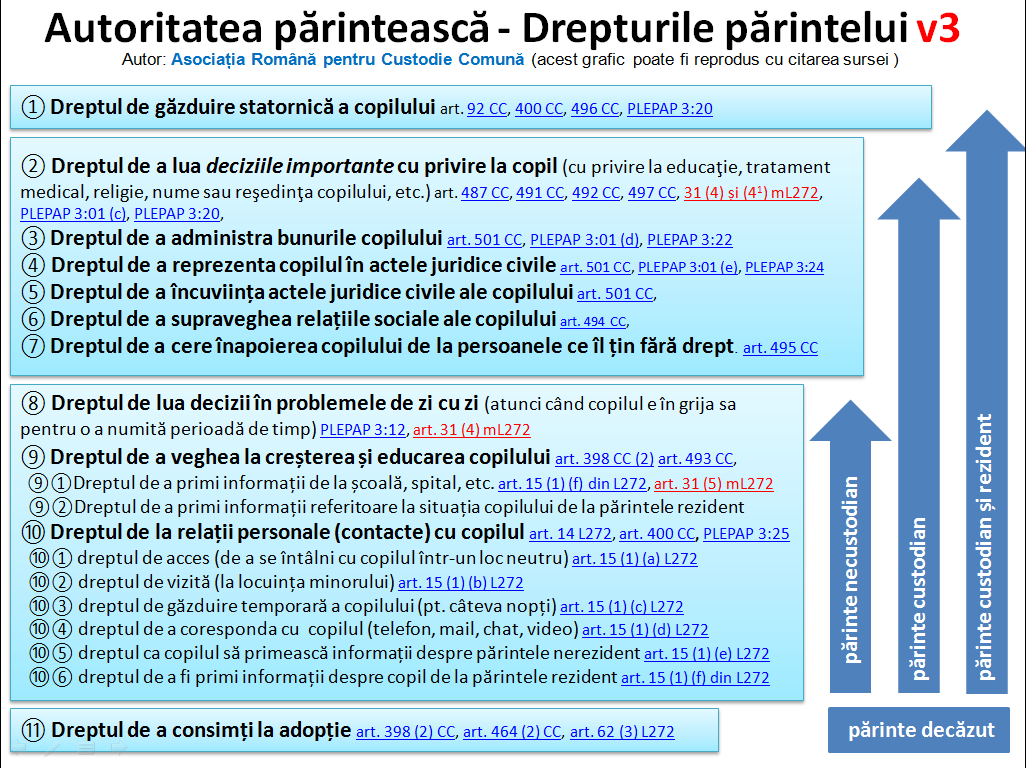

(1) In sensul prezentei legi, relațiile personale se pot realiza prin:

a) întâlniri ale copilului cu părintele ori cu o alta persoana care are, potrivit prezentei legi, dreptul la relații personale cu copilul;

b) vizitarea copilului la domiciliul acestuia;

c) găzduirea copilului pe perioada determinata de către părintele sau de către alta persoana la care copilul nu locuiește în mod obișnuit; 

d) corespondenta ori alta forma de comunicare cu copilul;

e) transmiterea de informații copilului cu privire la părintele ori la alte persoane care au, potrivit prezentei legi, dreptul de a menține relații personale cu copilul;

f) transmiterea de informații referitoare la copil, inclusiv fotografii recente, evaluări medicale sau școlare, către părintele sau către alte persoane care au dreptul de a menține relații personale cu copilul.

(2) Transmiterea informațiilor prevazute la alin. (1) lit. e) si f) se va face cu respectarea interesului superior al copilului, precum și a dispozițiilor speciale vizând confidențialitatea și transmiterea informațiilor cu caracter personal.

## Drepturile părinților și ale copiilor ca membrii unei familii
| - Dreptul de supraveghere - Dreptul de găzduire a minorului - Dreptul de vizită - Dreptul de acces la minor - Dreptul de corespondență între minor și persoanele semnificative din viața sa | - Autoritatea părintească - Dreptul de acces la informațiile privitoare la minor - Dreptul de decizie cu privire la bunăstarea copilului - Dreptul bunicilor la legături personale - Dreptul copilului de a fi informat despre persoanele semnificative din viața sa |  |

## Legături extenre
- Broșura de popularizare cu privire la custodia comună, locuința și programul de legături personale Arhivat în 14 iulie 2014, la Wayback Machine. editată de ARPCC
- Exemple și șabloane de cereri de informații despre minori, către variate autorități ale statului
- Medic sancționat de către Colegiul Medicilor pentru ingerință